# Championnats de France d'athlétisme en salle 1984
Navigation
Édition précédente Édition suivante
Les Championnats de France d'athlétisme en salle 1984 ont eu lieu les 18 et 19 février 1984 à l'INSEP de Paris.

## Palmarès
| Discipline              | Hommes              | Hommes        | Femmes                 | Femmes         |
| ----------------------- | ------------------- | ------------- | ---------------------- | -------------- |
| 60 m                    | Antoine Richard     | 6 s 65        | Marie-France Loval     | 7 s 27         |
| 200 m                   | Patrick Barré       | 21 s 54       | Marie-Christine Cazier | 23 s 48        |
| 400 m                   | Didier Dubois       | 48 s 0        | Fabienne Lise          | 55 s 19        |
| 800 m                   | Thierry Tonnelier   | 1 min 50 s 88 | Nathalie Thoumas       | 2 min 9 s 54   |
| 1 500 m                 | Dominique Bouchard  | 3 min 45 s 20 | Marylin Strady         | 4 min 27 s 95  |
| 3 000 m                 | Philippe Legrand    | 8 min 4 s 55  | -                      | -              |
| 60 m haies              | Pascal Boussemard   | 7 s 95        | Laurence Elloy         | 8 s 18         |
| Saut en hauteur         | Dominique Hernandez | 2,21 m        | Maryse Éwanjé-Épée     | 1,91 m         |
| Saut à la perche        | Thierry Vigneron    | 5,60 m        | -                      | -              |
| Saut en longueur        | Philippe Deroche    | 7,81 m        | Marie-Odile Legrand    | 6,24 m         |
| Triple saut             | Henri Dorina        | 16,17 m       | -                      | -              |
| Lancer du poids         | Luc Viudès          | 17,93 m       | Simone Créantor        | 16,97 m        |
| Lancer du marteau lourd | Walter Ciofani      | 21,15 m       | -                      | -              |
| 3 000 m marche          | -                   | -             | Viviane Humbert        | 14 min 38 s 03 |